# Sistig
Sistig is een plaats in de Duitse gemeente Kall, deelstaat Noordrijn-Westfalen, en telt 810 inwoners (2006).